# Door Mekaar
Door Mekaar was een Nederlandse band die bestond van 1976 tot 1979. De groep speelde in verschillende samenstellingen, maar de oorspronkelijke bezetting was: Dolf Planteijdt (gitaar), Kaspar Peterson (basgitaar), Wouter Planteijdt (gitaar), Roland Brunt (blazer) en Jean Eblé op drums. Deze laatste maakte al binnen een paar maanden plaats voor Wilfrid Snellens.
Zij debuteerden in 1977 met het in eigen beheer uitgebrachte album Voor Mekaar, dat was opgenomen in studio The Music Farm in Baambrugge. Het was een poging om Nederlandstalige popmuziek te maken die geen cabaretachtig karakter had. Op dit album stond onder andere het nummer Terug van Troje, dat later in een cover-versie onder de titel Je loog tegen mij de groep Drukwerk een nummer 1-hit zou opleveren.

Componist Kaspar Peterson en tekstschrijver Nico van Apeldoorn van Door Mekaar schreven meerdere nummers die door Drukwerk werden gecoverd, waaronder Hee Amsterdam. 

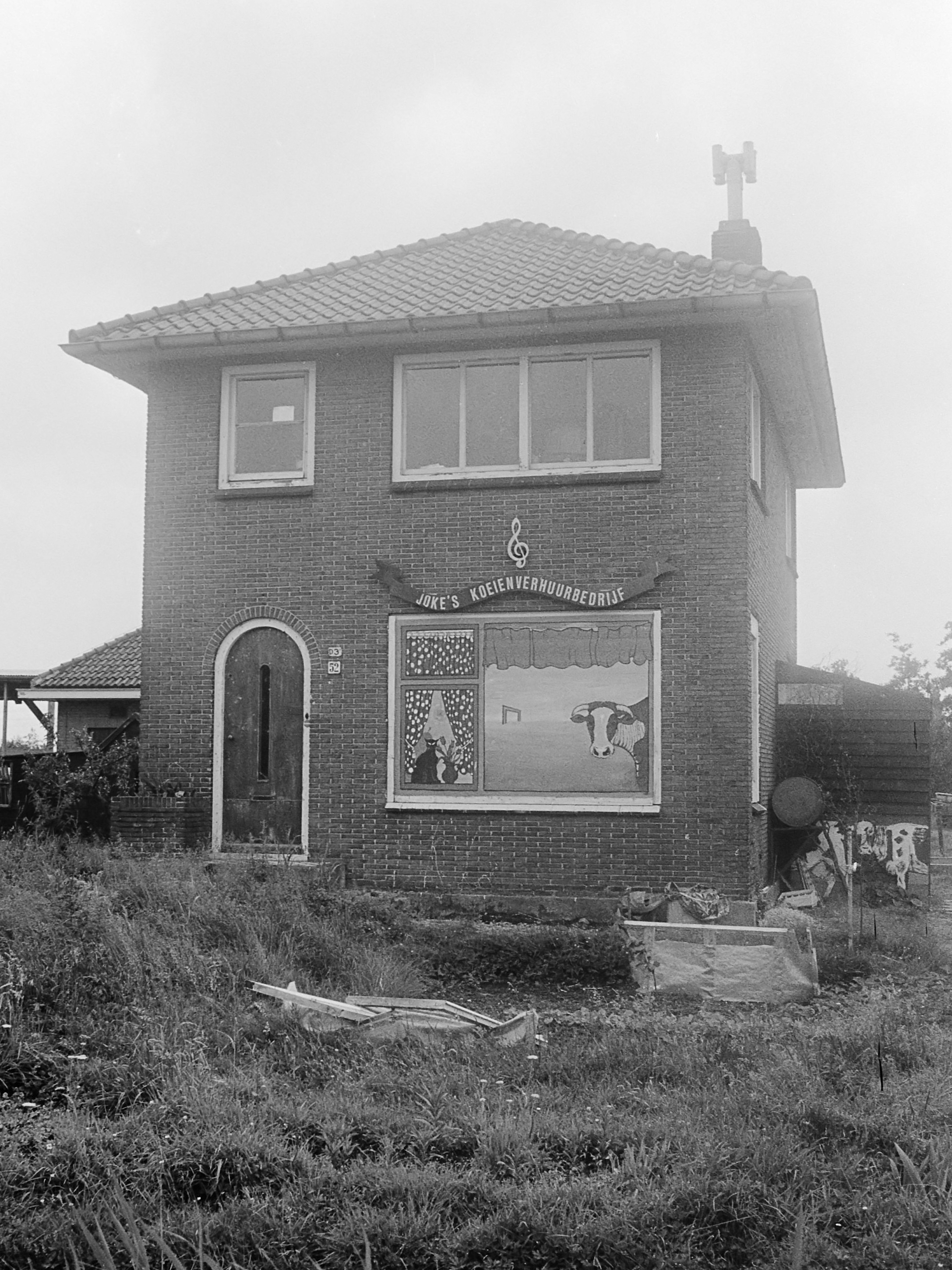
Joke's koeienverhuurbedrijf (1979)

In 1979 werd de groep opgeheven. In 1981 werd het album De Rest uitgebracht, waarop demo's van Door Mekaar te horen waren, die in 1978 opgenomen waren in de toen net opgerichte muziekstudio Joke's Koeienverhuurbedrijf van Dolf Planteijdt. De opnames geven een indruk van de manier waarop de band destijds live klonk, dit in tegenstelling tot het eerste album. Enkele singles werden uitgebracht via de 'pamflettenreeks' Gramschap. In 1998 verscheen een compilatie compilatie-cd met de door dit blad uitgebrachte muziek, waarop een aantal nummers van Door Mekaar te horen zijn.

## Discografie
- Voor Mekaar (1977)
- De Rest (1981)
- Terug van Troje (je loog tegen mij)

## Trivia
Basgitarist Kaspar Peterson werd later bekend als oprichter van Brouwerij 't IJ.